# Астерьос Петру
Астерьос Петру (на гръцки: Αστέριος Πέτρου) е гръцки революционер, участник в Гръцката война за независимост.

## Биография
Астерьос Петру е роден в халкидическата македонска паланка Йерисос, тогава в Османската империя. При избухването на Гръцкото въстание взима участие в сраженията на Халкидическия полуостров под командването на Емануил Папас. След потушаването на въстанието в Македония в 1822 година, бяга в Южна Гърция и същата година се сражава в на Трикери и Скиатос под командването на Анастасиос Каратасос. В 1823 - 1824 година той взима участие в героичната битка на Псара, водена 30 войници, от които са били убити 7 и 12 ранени. Участва в отбрата на Хидра. През 1825 г. се сражава при Неокастро с Каратасос срещу редовната армия на Ибрахим паша. След това отново учства в отбраната на Хидра. През 1826 година се бие в битката при Аталанти и 1827 година на Трикери под началството на Ангел Гацо и Каратасос. Във въстанието губи всичката си собственост.
След освобождението на Гърция се установява в Неа Пели в Аталанти и работи като чиновник.